# TJ Jitex Písek
TJ Jitex Písek (celým názvem: Tělovýchovná jednota Jitex Písek) byl československý klub ledního hokeje, který sídlil ve městě Písek v Jihočeském kraji.
Klub vznikl v listopadu 1924, kdy členové SK Písek založili “hockeyový“ odbor. Svůj první zápas klub odehrál 26. prosince 1924 proti Strakonicím. Ve 30. letech 20. století v Písku působili vedle SK také SK Union, SK Slavoj, TC Orinoko, DSK Sokol a mužstvo složené ze studentů místních škol. Před založením československé ligy vyhrál SK Písek například třikrát mistrovství jižních Čech a v roce 1929 se stal mistrem českého venkova. Na jaře 1937 písecký SK suverénně vyhrál svoji divizi a poprvé v historii postoupil do nejvyšší soutěže. V té byli písečtí hokejisté zařazeni do skupiny A, ve které nakonec obsadili 4. místo.
V roce 1941 se sloučili písecké SK, ČAFK a TC Orinoko do nově vzniklého ČASK Písek. Po válce klub zažíval léta bez většího úspěchu, které vyvrcholilo v 50. letech, kdy se jednu zimu vůbec nehrálo. Tehdy se také změnil název klubu na Spartak. V roce 1966 se změnil název klubu na TJ Jitex Jiskra Písek, čímž se výrazně zvýšila finanční podpora klubu, zejména od podniků Kovosvit a Elektropřístroj. O dva roky později z názvu vymizela Jiskra. Klub zanikl v roce 1990 po fúzi s VTJ Písek do nově založené organizace VTJ Jitex Písek.
Své domácí zápasy odehrával na zimním stadionu Písek s kapacitou 4 500 diváků.

## Historické názvy
Zdroj: 
- 1924 – SK Písek (Sportovní klub Písek)
- 1941 – ČASK Písek (Český atletický a sportovní klub Písek)
- 1950 – Spartak Písek
- 1966 – TJ Jitex Jiskra Písek (Tělovýchovná jednota Jitex Jiskra Písek)
- 1968 – TJ Jitex Písek (Tělovýchovná jednota Jitex Písek)
- 1990 – fúze s VTJ Písek ⇒ VTJ Jitex Písek
- 1990 – zánik

## Přehled ligové účasti
Stručný přehled
Zdroj: 
- 1937–1938: Státní liga – sk. A (1. ligová úroveň v Československu)
- 1946–1949: Západočeská divize – sk. B (2. ligová úroveň v Československu)
- 1968–1969: 2. liga – sk. A (2. ligová úroveň v Československu)
- 1969–1971: 1. ČNHL – sk. A (2. ligová úroveň v Československu)
- 1971–1972: Divize – sk. A (3. ligová úroveň v Československu)
- 1972–1973: 1. ČNHL – sk. A (2. ligová úroveň v Československu)
- 1973–1977: 2. ČNHL – sk. A (3. ligová úroveň v Československu)
- 1977–1979: 2. ČNHL – sk. B (3. ligová úroveň v Československu)
- 1979–1980: Jihočeský krajský přebor (3. ligová úroveň v Československu)
- 1980–1983: 1. ČNHL – sk. A (2. ligová úroveň v Československu)
- 1983–1987: 2. ČNHL – sk. B (3. ligová úroveň v Československu)
- 1987–1988: 2. ČNHL – sk. A (3. ligová úroveň v Československu)

Jednotlivé ročníky
Zdroj: 
Legenda: ZČ - základní část, červené podbarvení - sestup, zelené podbarvení - postup, fialové podbarvení - reorganizace, změna skupiny či soutěže
| Československo (1937 – 1938)             |                            |           |           |                                       |                  |
| Sezóny                                   | Soutěž                     | Úroveň    | ZČ        | Play-off, nadstavba, sk. o udržení... | Poznámky         |
| 1937/38                                  | Státní liga – sk. A        | 1. úroveň | 4. místo  |                                       | Reorganizace     |
| Protektorát Čechy a Morava (1939 – 1945) |                            |           |           |                                       |                  |
| Sezóny                                   | Soutěž                     | Úroveň    | ZČ        | Play-off, nadstavba, sk. o udržení... | Poznámky         |
| ...                                      |                            |           |           |                                       |                  |
| Československo (1945 – 1988)             |                            |           |           |                                       |                  |
| Sezóny                                   | Soutěž                     | Úroveň    | ZČ        | Play-off, nadstavba, sk. o udržení... | Poznámky         |
| ...                                      |                            |           |           |                                       |                  |
| 1946/47                                  | Západočeská divize – sk. B | 2. úroveň | 2. místo  |                                       |                  |
| 1947/48                                  | Západočeská divize – sk. B | 2. úroveň | –. místo  |                                       | Soutěž nedohrána |
| 1948/49                                  | Západočeská divize – sk. B | 2. úroveň | 6. místo  |                                       | Reorganizace     |
| ...                                      |                            |           |           |                                       |                  |
| 1968/69                                  | 2. liga – sk. A            | 2. úroveň | 12. místo |                                       | Reorganizace     |
| 1969/70                                  | 1. ČNHL – sk. A            | 2. úroveň | 15. místo |                                       |                  |
| 1970/71                                  | 1. ČNHL – sk. A            | 2. úroveň | 14. místo |                                       | Sestup           |
| 1971/72                                  | Divize – sk. A             | 3. úroveň | 1. místo  |                                       | Kvalifikace      |
| 1972/73                                  | 1. ČNHL – sk. A            | 2. úroveň | 15. místo |                                       | Sestup           |
| 1973/74                                  | 2. ČNHL – sk. A            | 3. úroveň | 6. místo  |                                       |                  |
| 1974/75                                  | 2. ČNHL – sk. A            | 3. úroveň | 1. místo  |                                       | Kvalifikace      |
| 1975/76                                  | 2. ČNHL – sk. A            | 3. úroveň | 2. místo  |                                       |                  |
| 1976/77                                  | 2. ČNHL – sk. A            | 3. úroveň | 4. místo  |                                       | Změna skupiny    |
| 1977/78                                  | 2. ČNHL – sk. B            | 3. úroveň | 4. místo  |                                       |                  |
| 1978/79                                  | 2. ČNHL – sk. B            | 3. úroveň | 7. místo  |                                       | Reorganizace     |
| 1979/80                                  | Jihočeský krajský přebor   | 3. úroveň | 1. místo  |                                       | Postup           |
| 1980/81                                  | 1. ČNHL – sk. A            | 2. úroveň | 11. místo |                                       | sk. o udr.       |
| 1981/82                                  | 1. ČNHL – sk. A            | 2. úroveň | 9. místo  |                                       | sk. o udr.       |
| 1982/83                                  | 1. ČNHL – sk. A            | 2. úroveň | 8. místo  | Skupina o udržení A (3. místo)        | Reorganizace     |
| 1983/84                                  | 2. ČNHL – sk. B            | 3. úroveň | 3. místo  |                                       |                  |
| 1984/85                                  | 2. ČNHL – sk. B            | 3. úroveň | 2. místo  |                                       |                  |
| 1985/86                                  | 2. ČNHL – sk. B            | 3. úroveň | 5. místo  |                                       |                  |
| 1986/87                                  | 2. ČNHL – sk. B            | 3. úroveň | 4. místo  |                                       | Změna skupiny    |
| 1987/88                                  | 2. ČNHL – sk. A            | 3. úroveň | 8. místo  |                                       | Sestup           |